# 最終幻想XV系列角色列表
本列表列出在电子游戏 《最終幻想XV》及其前傳《王者之剑 最终幻想XV》和衍生動畫作品《兄弟情 最终幻想XV》中的登場角色。
請注意：本條目內的人物資料會透露故事情節，請讀者自行衡量被透露未知的劇情內容的風險，以免影響遊戲樂趣。

## 路希斯王國
諾克提斯·路希斯·切拉姆（Noctis Lucis Caelum）
配音：Ray Chase、Hyrum Hansen（美國）；鈴木達央、佐藤美由希（日本）
20歲，本作主角，朋友間暱稱「諾克特（Noct）」，與露娜有婚約。是路希斯王國的下一任國王。外表冷酷、個性隨意又有點任性，不擅長表達內心的感受；其實是個十分關心伙伴、感情豐富的人。在得到六神的認同和「啟示」後可召喚六神，眼睛的顏色也會有所改變（虹膜從藍色變為紅色）。
在故事後期右手會戴上路希斯王家繼承者才可戴上的「光耀之戒」。基本戰鬥力高，憑著水晶的力量操縱多種武器，但都以劍為主要武器。
繼承的路希斯王家「變移」能力，能夠憑空召喚武器，以及瞬間移動至武器所投擲到的地方，使他擁有千變萬化的移動和戰鬥技巧。
是唯一能煉成和使用元素魔法的人，不過也能夠把元素注入魔法瓶中，讓伙伴以投擲的方式施放魔法。
極之熱愛釣魚。釣竿是他其中一樣可以憑空召喚的「武器」。
伊格尼斯·斯昆提亞（Ignis Scientia）
配音：Adam Croasdell（美國）；宮野真守（日本）
22歲，諾克特的同伴之一。特徵是戴眼鏡，身材頎長，頭髮上揚，外表有著嚴肅氣氛，內心視諾克特為弟弟一樣照顧的人。 擅長思考戰術，自幼就在諾克特的身邊擔任管家及軍師般的角色一同成長。因為駕駛技術是4人之中最令人安心的，所以諾克特他們所坐的豪華轎車多數時間由他來駕駛；廚藝非常了得，能夠從手上有限的食材與廚具煮出美味的菜色，負責擔任廚師，在露營時提供膳食。在水都歐爾提謝決戰水神利維坦的戰役中，因在迫不得已之下以非王室血脈之身強行催動光耀之戒的力量擊退艾汀，導致雙目永久失明。
主要武器為各式短劍和長槍。
對他的眼鏡有種強烈的執著，非常喜歡喝埃波尼咖啡。
格拉迪歐藍斯·艾米提亞（Gladiolus Amicitia）
配音：Chris Parson（美國）；三宅健太（日本）
23歲，諾克特的同伴之一。胸口和手腕上有著和左眼相似的傷疤，體格高大的青年。夥伴中暱稱「格拉迪歐」。家族歷代皆為「王之盾」以守護王族為任，是艾米提亞家族的年輕當家，其家族與王家是超越友情般的關係。喜於鍛鍊自我，與諾克特的關係從貼身護衛晉升為親友並為一同訓練的同伴，在一行人中屬於大哥哥一般的存在。有時候會因為諾克提斯的任性而發火。
主要武器為各式巨型刀劍和巨型的盾。
非常喜歡吃杯麵。
普羅恩普特·阿根塔姆（Prompto Argentum）
配音：Robbie Daymond、Griffin Burns（美國）；柿原徹也、金田晶（日本）
20歲，諾克特的同伴之一。性格開朗的陽光男孩，夥伴中的開心果，喜好女色，對希德妮·奧魯姆有好感，不過因為害羞所以一直把感情藏在心裡。年幼時因出身於一般家庭且對自己的身材沒有自信而感到自卑。為了能與諾克特當朋友而決心鍛鍊自我和身體，直到高中時期便與諾克特成為死黨。從小就喜歡攝影，因為知道諾克特的命運，所以要用喜愛的攝影留下一同旅遊的回憶。身世的真相在DLC《普羅恩普特篇》（Episode Prompto）中會被揭露出來。
主要武器為各式槍械。
十分喜歡陸行鳥。
雷吉斯·路希斯·切拉姆（Regis Lucis Caelum CXIII）
配音：Jim Pirri、西恩·賓（美國）；磯部勉（日本）
50歲，路希斯王國第113任國王，神圣水晶之守护者，路希斯王國皇家武器「父王之劍」的原持有者。諾克特的父親，施展「魔法障壁」守護著王都因索姆尼亞並養育諾克提斯長大。因為長期使用水晶及戒指的力量來維持「魔法障壁」，導致身體機能急速老化。
柯爾·里歐尼斯（Cor Leonis）
配音：馬修·麥瑟（美國）；東地宏樹（日本）
45歲，路希斯王國的帝國守衛三大指揮官之一，實力為王國的三強之一，有著「不死將軍」的外號，主要的武器是武士刀。對雷吉斯國王相當忠誠。以嚴厲的態度對待諾克特等人，為了看好他們而隨前者同行。因為覺得普通人出身的普羅恩普特沒有戰鬥能力，所以在王子一行人出發前為他進行特訓。柯爾·里歐尼斯昔日的故事在DLC《格拉迪歐藍斯篇》（Episode Gladiolus）中會被揭露出來。
希德·索菲亞（Cid Sophiar）
配音：Jack Angel（美國）；勝部演之（日本）
77歲，位於路希斯領地內的裝備工廠「HAMMER HEAD」的店長。30年前與雷吉斯一起旅行的同伴之一，即使年邁的現在仍有著超一流的機械技術。個性固執而且嘴巴不饒人，不過心裡面是個很重情義的人。在與雷吉斯分別時跟雷吉斯吵了一場架，自此沒有聯絡，但心裡其實仍關心對方，對自己沒有在雷吉斯死前與他和好感到極之後悔，所以對諾克特說了「要把心裡的感受說出來，不然到沒有機會時只能後悔莫及」的忠告。
出於興趣會幫諾克提斯改造一些武器。
希德妮·奧魯姆（Cindy Aurum）
配音：Erin Matthews（美國）；嶋村侑（日本）
26歲，位於路希斯領地內的裝備工廠「HAMMER HEAD」的店花。代替職人氣質的爺爺打理店與工廠的活潑女子。對於機械技術也毫不遜色。負責諾克提斯一行人的愛車「雷格利亞」的整備工作。父母在一場由使骸襲擊而引發的車禍中逝去，被希德·索菲亞收養。
伊莉絲·艾米提亞（Iris Amicitia）
配音：伊登·里格爾（美國）；潘惠美（日本）
15歲，格拉迪歐的妹妹。從尼弗海姆帝國對王都的襲擊中逃脫後暫居雷斯塔倫。從小就和諾克提斯與伊格尼斯認識。即使遇到挫折仍努力向前看，內心非常堅強的女孩。小時候在王都外的森林迷路，被諾克提斯尋回，自此暗戀著諾克提斯。
克拉魯斯·艾米提亞（Clarus Amicitia）
配音：John Edmita（美國）；銀河万丈（日本）
30年前與雷吉斯一起旅行的同伴之一，雷吉斯時期的王之盾，也是格拉迪歐藍斯的父親。
佩特拉（Petra Fortis）
配音：尼爾·紐本（美國）；落合弘治（日本）
守護王都大門的侍衛。

### 王者之劍
尼克斯‧烏里克（Nyx Ulric）
配音：亚伦·保尔（美國）；绫野刚（日本）
前傳《王者之剑 最终幻想XV》的主角，出身於王都東北方的加拉哈群島，在家鄉遭受帝國新式武器的摧毀之下，失去母親與妹妹的尼克斯與眾多同鄉難民一同移居王都並經由招募訓練成為了雷吉斯國王麾下王者之劍部隊成員。负责保护露娜弗蕾亚。
卢彻·拉瑟鲁斯（Luche Lazarus）
配音：Todd Haberkorn（美國）；关智一（日本）
王者之剑成员，自称尼克斯小组的领导。
利波特斯·奥斯汀（Libertus Ostium）
配音：利亚姆·马尔维（美國）；鹿糠光明（日本）
隸屬王之劍的男性，和尼克斯是同鄉，也是摯友。一直都很開朗健談，看似輕率的性格，認真起來責任感非常強。把克勞當成自己妹妹，由於過度保護會對想和克勞交往的人感到憤怒。
提圖斯·德拉特（Titus Drautos）
配音：Matthew Waterson、Adrian Bouchet（美國）；山寺宏一（日本）
王者之剑指挥官。
克劳·阿尔媞斯（Crowe Altius）
配音：Alexa Kahn（美國）；藤村步（日本）
王者之剑的女性成員。擁有熟練運用大魔法的特殊能力。作為孤兒長大的經歷，使她極為重視和王之劍成員之間的關係，視成員為家人。
佩爾納（Pelna Khara）
配音：Benjamin Diskin（美國）；高木渉（日本）
聰明且擁有敏銳洞察力的「王者之劍」年輕成員。
崔德（Tredd Furia）
配音：Max Mittelman（美國）；小松史法（日本）
崇高的敬業精神，有著因反覆訓練而來的一流能力。
艾克賽斯（Axis Arra）
配音：Shaun Mckee（美國）
含蓄且沉默寡言的人。
索尼圖斯（Sonitus Bellum）
配音：Shaun Mckee（美國）
是個重視紀律的武器使用的專家。

### 歷代國王
索姆努斯‧路西斯‧切拉姆（Somnus Lucis Caelum）
配音：Zach Villa（美國）；浪川大輔（日本）
路西斯王國初代國王，稱號為夜叉王（the Mystic），艾汀的弟弟。在解決疫病問題上不認同兄長的作為。手段狠毒， 認為使骸是該被驅逐的存在 兩千年前因艾拉。洩漏神之預言設計謀害兄長艾汀並奪取王位。後成為路西斯王國守护灵。但被前來復仇的兄長艾汀打倒。

## 尼弗海姆帝國
伊德拉·艾爾凱普特（Iedolas Aldercapt）
配音：Bob Joles、戴维·甘特（美國）；飯塚昭三（日本）
尼弗海姆帝國的皇帝。為擴大領土而四處侵略他國的霸權主義者。覬覦路希斯王國的水晶力量從而對其領地發動戰爭，在將路希斯王國打得節節敗退之際卻突然提議兩國停戰，以割讓路希斯王國其餘土地為條件以確保王都因索姆尼亞不受侵犯，就在簽訂停戰協定當日，伊德拉卻另有盤算。
伊德拉打破了協議，就在停戰當日向路希斯進行襲擊。雖然最終路希斯王國滅亡，水晶亦收歸帝國手中，但王子諾克堤斯仍存活的消息令伊德拉憂心忡忡。
當帝國的「使骸」研究發生事故，導致它們大批逃離後，帝國人民除了受到它們的攻擊外，帝國國內甚至開始發生一連串民眾變成「使骸」的事件，感染速度迅速，連皇帝本人也被感染，此時的帝國已經死氣沉沉。
當諾克提斯等人抵達遍地「使骸」的帝都時，期間遇上已經變成「使骸」的皇帝。儘管成為「使骸」，但仍對水晶的力量十分執著，打算搶下諾克堤斯手中的「光耀之戒」，結果反被諾克提斯一行人了結生命。
艾汀·伊茲尼亞（Ardyn Izunia）
配音：Darin De Paul（美國）；藤原啓治（日本）
尼弗海姆帝国的宰相。年齡2756歲，出生地不明。於39年前的戰爭中突然出現幫助帝國皇帝，使尼弗海姆國力大增並大幅提升了尼弗海姆軍隊的兵力，此功績因而成就了他帝國宰相的地位。另外他亦對帝國科學家瓦薩戴爾的「魔導兵」研發十分支持，並給予其很多的預算。
曾经一度凭借强大的力量攻入路希斯王國王都，将整个城市完全占领，并且将路西斯國王雷吉斯打成重伤，试图杀死国王。最终唤醒了历代王夜叉王的守护灵。在一番较量之后，艾汀轻而易举打倒夜叉王，取得了全面胜利。但是在路希斯王國被帝國打得節節敗退之際，艾汀卻阻止皇帝伊德拉進行追擊並獨自前往路希斯向國王雷吉斯提議進行和談，表面上是為了令兩國簽訂停戰協定，但其背後卻有著更重大的陰謀。
於主角諾克堤斯一行人打算乘船到水都歐爾提謝去參加諾克堤斯和露娜的婚禮時，以神秘男子的身份提醒他們船因停戰而停航，並給予他們一枚停戰紀念幣，其後船停航之事真的如他所言。
在雷斯塔倫時，又主動接觸諾克堤斯等四人，表明自己有能力能夠讓他們找到和抵達巨神的所在地，而其後他確實信守承諾，順利帶他們前往巨神所在的位置，同時亦向他們揭露自己的帝國宰相身份。
當諾克堤斯等四人差點與帝國將軍瑞布斯展開對決時，又現身阻止雙方。
當諾克堤斯等四人為了修船到歐爾提謝所用到的稀有金屬「秘銀」而不得不進入帝國的封鎖區時，又以帝國宰相的身份協助他們通行，並讓帝國女龍騎艾拉尼亞從旁幫助他們。
雖然艾汀幫助了諾克堤斯不少，但如伊格尼斯所認為，似乎在他的行動中感覺不到任何善意，反而感覺更像是為了達到他的某種目標，每當王子一行陷入需要被幫助的狀況，就會用一種責備的眼神看著眾人。
真名是「艾汀·路希斯·切拉姆」，路希斯家族的祖先，本應是被水晶選中成為路希斯王國初代國王的男人。但當時世界開始有名為「星之病」的傳染病發生，它會使患者逐漸變成一種名為「使骸」的怪物，不忍人民受不治之症之苦的艾汀利用自身所有力量把世界中的所有「使骸」的力量吸收到自己身上，拯救了世界和人民。可惜水晶卻認為艾汀的軀體已經被污染，成為了邪惡的存在，因此離棄他，選擇令艾汀的弟弟（即初代王夜叉王）成為初代國王。成為王的艾汀弟弟亦因為視艾汀的存在為「使骸」的源頭，於是把他擊潰和殺死，然而身為「使骸」之源的艾汀早已成為不死身。艾汀復活後，感到十分悲痛，他怎麼也想不到自己竟然會被眾人恩將仇報，被水晶和親弟弟背叛，而救他一命的卻是以前自己一直視為黑暗的力量。於是他開始痛恨王室和水晶，立誓要以「使骸」的力量來摧毀路希斯王國，並讓世界進入沒有日光、充滿「使骸」的景況。
艾汀之所以在途中幫助諾克提斯，是因為想他完全獲得王的力量，讓自己可以藉著殺死路希斯的「王」，真正親手摧毀路希斯王國。
身上流著路希斯王室的血，使他也擁有使用「變移」和召喚「幻影劍」的能力，但其「變移」和「幻影劍」的顏色並不是王室成員的藍色，而是與別不同的紅色。
吸收了所有「使骸」力量的艾汀，仍沒有被其吞噬並能夠將其完全掌控，也沒有變為失去理智的怪物，反而獲得了能夠操控其他「使骸」並從中能獲得其記憶的力量，更化成了不老不死的存在，成為名符其實的使骸之王。

而根據新出的《最終幻想XV》艾汀DLC裡面所述，艾汀之所以被殺是因為自己身邊的神官兼愛人愛拉違背神的意志向艾汀的弟弟索努斯（初代夜叉王）透露出水晶最終選擇的初代國王而被其妒忌，並非僅僅如正傳裡說的因為代替人民吸收了使骸的力量而被水晶拋棄；其後因艾汀身上的使骸力量導致他無法被殺死而被封印並關押在神影島2000年，後被帝國的首席魔導研發科學家瓦隆戴爾解救。與瓦隆戴爾的對話中得知索努斯後來成為了初代國王並建立了路西斯王國，無法按捺自己內心憤怒的艾汀決定要向路西斯王室復仇，而扶持尼弗海姆帝國的原因之一是自己認為虛假的國王和虛假的王國必須被毀滅。成為使骸的源頭散播黑暗也是因為劍神巴拉哈姆的指示，被迫順從命運，成為真正的王（諾克提斯）為世界帶來光明的祭品。
艾拉尼亞·海溫德（Aranea Highwind）
配音：Kari Wahlgren（美國）；澤城美雪（日本）
30歲，本身是遊走世界接受任務為生的傭兵，為人爽朗、堅強、富有領導能力之餘，亦是個很關心身邊的人和部下的「姐姐」型角色。後來受雇於尼弗海姆帝國軍，成為第三軍團第87空中機動師的團長。會乘坐專用的紅色空艦艇於世界各地穿梭，通稱「傭兵隊長」。
能把魔導槍的性能發揮得淋漓盡致，如龍騎士一般擅長空中戰。曾經輕鬆地獨自一人與諾克提斯四人交戰。
對於受雇於尼弗海姆帝國，艾拉尼亞僅視為一份「工作」。一到下班時間，就算是在交戰中也會毫不猶豫地離去；也會毫不掩飾地向諾克提斯一行人抱怨其工作內容。
後來發現尼弗海姆帝國與「使骸」有關，所以用辭去職務，帶同部下到世界各地展開消滅「使骸」和救助人民的生活。
格拉烏卡將軍（General Glauca）
尼弗海姆帝國的元帥，實力強大、沉默寡言，戰鬥時全身穿着魔導鎧甲，同時有著不為人知的另一身分。
在尼弗海姆帝國全面侵略路希斯王國時，擔任帝國軍的最高統帥，領導着整個帝國軍去攻打路希斯。後來在與路希斯國王雷吉斯的生死之戰中，成功把雷吉斯擊殺。最後與王者之劍的尼克斯展開決鬥，雖然順利將其擊敗，但尼克斯卻犠牲了自己的生命去使用「光耀之戒」來消滅格拉烏卡，結果雙方同歸於盡。
瓦薩戴爾·貝斯提亞（Verstael Besithia）
配音：Steve Blum（美國）；浦山迅（日本）
尼弗海姆帝國的首席科學家。畢生醉心於研究量產更強力的「魔導兵」，後來在艾汀的幫助下，成功研發出量產「使骸」並使用其力量去製成「魔導兵」的方法。
與普羅恩普特有驚人的關係，在DLC《普羅恩普特篇》（Episode Prompto）中詳述。
洛基（Loqi Tummelt）
配音：杰森·斯皮萨克（美國）；大原崇（日本）
尼弗海姆帝國的准將，是一位自大的年輕人，對自己的實力十分有信心。獨自駕駛重魔導機甲「胸鎧」來挑戰「不死將軍」柯爾，最終反被柯爾和諾克堤斯等人撃敗，自己也因機體爆炸而被炸死。

## 特涅布拉耶王國
露娜弗蕾亞·諾克斯·弗路雷（Lunafreya Nox Fleuret）
配音：艾米·史尔斯、琳娜·海蒂、Liliana Chomsky（美國）；北川里奈、忽那汐里（日本）
24歲，本作女主角，簡稱「露娜（Luna）」。與諾克堤斯有婚約。在幼年之時，與諾特提斯定下了某個重要約定。隸屬於帝國（尼弗海姆帝國）的特涅布拉耶王國的公主。能與神直接對話，擔任著淨化世界的力量的神凪之巫女。史上最年轻的神谕者，持有路希斯王國的皇家武器「神巫逆矛」。
受路希斯王國雷吉斯·路希斯·切拉姆所託，將「光耀之戒」交到諾克堤斯手上。露娜弗蕾亚在「依奥斯（Eos）」世界颇受尊重。為了讓路希斯王國復國，去世界不同的地方，喚醒六神，說服祂們幫助諾克堤斯。
瑞布斯·諾克斯·弗路雷（Ravus Nox Fleuret）
配音：特雷弗·德瓦、Zachary Gordon（美國）；中村悠一（日本）
28歲，露娜的哥哥，十分疼愛妹妹。原本是特涅布拉耶王國的王子，因國家遭受侵略而歸順於尼弗海姆帝國。
因為認為是路希斯王國間接害死了其母親，所以對路希斯王國懷有恨意。
在雷吉斯死去時，曾把「光耀之戒」搶奪過來，並因為認為諾克堤斯根本沒有能力當「王」，倒不如由自己來當「王」守護妹妹而戴上「光耀之戒」，結果因為沒有路希斯王家的血統而遭戒指的力量反噬，失去了左手。自此以後需要裝上左手義肢。
在雷吉斯死去後，一直把其佩劍「父王之劍」帶在身上，但從未使用過。
在失去妹妹後，曾經認為身邊重要的人都因路希斯王家而死，想殺死諾克提斯。後來得悉所有事情的始作俑者是艾汀後，回去尼弗海姆帝都打算「了結一切」，可是不幸敗於亡，更慘被艾汀製成「使骸」。
肯緹亞娜（Gentiana）冰神
配音：Renee Faia（美國）；木下紗華（日本）
六神二十四使之一，作為神巫與眾神溝通的橋樑。另一個身分是六神之一的冰神——濕婆。
其正體為六神之一的冰神——濕婆。喜愛、信任人類，因而陪在露娜弗蕾亞的身邊，時常開解並指引露娜弗蕾亞，與露娜弗蕾亞有著超越人神隔閡的友誼。
原本有著巨大的身軀，但後來被尼弗海姆帝國殺死，於是轉生成肯緹亞娜。雖然仍然可化身為冰神，但軀體已不如以前巨大。在諾克堤斯一行人乘坐火車到尼弗海姆帝國領土時，可以看見冰神當時死去時遺下的屍身。而尼弗海姆帝國領土之所以陷入長年冰天雪地，就是因為冰神死去時其力量爆發引致。
曾經與火神伊弗利特相愛。最後不得不親手使已經「使骸化」的火神伊弗利特永眠。

## 其他角色
安布拉（Umbra）
負責在諾克提斯和露娜弗蕾亞之間魚雁往返。外觀是頭黑色的狗，擁有穿越時間力量的神之信使。雄性，跟普萊娜是一對伴侶。經常替諾克提斯和露娜弗蕾亞送達書信。在露娜弗蕾亞和普萊娜死去後獨自在某處生活，但會在各地的旅館中回應諾克提斯的召喚，並會帶他們穿越到以前的世界。
在故事層面上某程度上是暗喻諾克提斯的存在。露娜弗蕾亞死去後，諾克提斯曾說過「普萊娜雖然逝去了，安布拉仍然健在」來表達雖然露娜弗蕾亞逝去了，但諾克提斯自己會繼續好好活下去的意思。
普萊娜（Pryna）
負責在諾克提斯和露娜弗蕾亞之間魚雁往返。外觀是頭白色的狗，擁有穿越空間力量的神之信使。雌性，跟安布拉是一對伴侶。曾在小時候出去散步時受傷，遇上小時候的普羅恩普特並在其悉心照顧下痊癒。在水都的大戰中不幸死去。
在故事層面上某程度上是暗喻露娜弗蕾亞的存在。露娜弗蕾亞死去後，諾克提斯曾說過「普萊娜雖然逝去了，安布拉仍然健在」來表達雖然露娜弗蕾亞逝去了，但諾克提斯自己會繼續好好活下去的意思。
塔卡（Takka Bradham）
配音：櫻井徹（日本）
塔卡公路餐館的老闆。對諾克堤斯的健康十分重視，經常鼓勵他多吃蔬菜。
戴夫·奧托布拉瑞（David Auburnbrie）
配音：Keith Ferguson（美國）；間宮康弘（日本）
賞金獵人。現在專注於回收在戰鬥中死去的獵人的名牌，好讓他代為通知其家人。
迪諾·格蘭斯（Dino Ghiranze）
配音：戴夫B. 米謝爾（美國）；益山武明（日本）
報社記者。副業是珠寶製作。貌似人脈很廣。會毫不客氣地使喚諾克提斯一行人去替他尋找寶可原石。
莫妮卡·艾謝特（Monica Elshett）
配音：Anna Vocino（美國）；永吉ユカ（日本）
王都警護隊所屬的女性成員。
維茲·佛雷安
配音：Ray Chase（美國）；永田昌康（日本）
「陸行鳥哨站‧維茲」的店長。非常關心其飼養和野生的陸行鳥的生活。會拜託諾克提斯替他救助野生的陸行鳥。
加列德·哈斯塔（Jared Haster）
配音：Tony Amendola（美國）；岩崎博（日本）
在王都服侍過王室的老人家，是塔爾柯特的爺爺。對世界各地的傳說很有研究，他提供的情報令諾克提斯成功找到其中一個「王之墓」。王都陷落之後在雷斯塔倫姆城等待著諾克提斯。後來被帝國的士兵殺死。
塔爾柯特·哈斯塔（Talcott Haster）
配音：Kyle Arem（美國）；黒沢ともよ（日本）
加列德·哈斯塔的孫子。在爺爺的教育下對王室很忠誠。在雷斯塔倫姆城遇到追捕諾克提斯的帝國士兵的調查，因為年紀尚小，輕易相信了帝國士兵，間接害死了爺爺，之後一直在自責。後來得到諾克提斯的開解，決心繼承爺爺的遺志，全力幫助諾克提斯一行人。從研究爺爺留下的筆記本後漸漸變得不遜於爺爺的王家的好幫手。十年來一直等待著諾克提斯的歸來，並保持著與其他各人的聯繫。
很喜歡仙人掌擺設。在十年後終於儲齊一整套擺設了。
韋斯卡姆（Weskham Armaugh）
配音：Dave Fennoy（美國）；黒田崇矢（日本）
30年前與雷吉斯一起旅行的同伴之一。目前正經營著一家名為「瑪戈」的餐廳。
卡梅莉亞·克勞史特拉（Camelia Claustra）
配音：Judith Flanagan（美國）；唐沢潤（日本）
亞柯爾德的首相。有熟練的政治手腕，會為了保護手都國民而不惜一切代價，從水都的大戰中對諾克提斯一行人提供的援助來看是個守信用且有正義感的政客。跟諾克提斯的父王相識。
艾拉·米爾斯·弗爾蕾（Aera Mirus Fleuret）
配音：Julie Nathanson（美國）；世戶沙織（日本）
露娜弗蕾亞的先祖，初代巫女，艾汀的未婚妻。

## 六神
巨神·泰坦（Titan）
配音：Ike Amadi（美國）；松田健一郎（日本）
掌管「大地」力量的神。在「卡帝斯大盆地」的隕石下沉睡著，是一位人型巨人。
露娜弗蕾亞喚醒成祂後，引發了卡帝斯地帶廣範圍的間歇性地震。
在巨大隕石正墜落星球時，泰坦主動現身用身體擋住隕石，令人民幸免於難。
諾特提斯前往尋求泰坦的「啟示」（取得其力量）時，作為考驗，泰坦襲擊諾特提斯，以逼使他使出力量和展示意志，來判斷是否認同他有資格成為「王」。在水都大戰，諾特提斯陷入昏迷，水神仍在襲擊他，同時尼弗海姆帝國軍不斷襲來的時候，泰坦主動出現擊退了水神以及一直攻擊尼弗海姆帝國軍的艦隊。泰坦在保護諾特提斯、抵擋隕石的行動，顯示出祂並不如外表看起來般暴怒。反而是位很愛人類的神。
召喚時，泰坦會一手把諾特提斯提離地面，另一隻手猛力打擊地面，使地面隆起螺旋狀的石牆。對特別的怪物的戰鬥時，更有與平常不同的召喚動畫。
雷神·拉姆（Ramuh）
掌管「雷電」力量的神，性格善良，外表是位蓄長鬍子，穿長袍的年老智者。
露娜弗蕾亞喚醒成祂後，引發了廣範地帶的雷雨。
在六神中是比較喜愛人類的存在。諾特提斯前往尋求其「啟示」時，也只是要尋找三塊拉姆遺留在世界上石碑就能通過考驗。
召喚時，會一手把諾特提斯提離地面，然後把蓄滿雷電的魔杖投到地面，引發大爆炸。
冰神·濕婆（Shiva）
配音：Renee Faia（美國）；木下紗華（日本）
掌管「冰雪」力量的神，外表是位優雅、溫柔的女神，像舞姬一樣的打扮，在空中飄浮時像舞蹈一樣優美。
在星球上的眾多生命中後，祂認為人類是最沒必要存在的生命。因此人類既脆弱，又總是相信「希望」與「可能性」之類曖昧的概念，對星球來說是可有可無的存在。可是炎神·伊弗利特卻深信人類有著無限的可能性，並給人類賜予火炎，引導人類發展。濕婆被伊弗利特的魅力和所作所為深深吸引著，彼此墜入愛河，濕婆亦開始相信和支持人類。
後來伊弗利特決心要把人類消滅殆盡，仍然站在人類的一方的濕婆，不得不與其他各神一起與伊弗利特戰鬥，引發了人類與其他五神對炎神·伊弗利特的「魔大戰」。結果伊弗利特被打敗。星球因「魔大戰」而遭到嚴重破壞，眾神也因消耗甚大而進入沈睡。
及後濕婆得悉伊弗利特被「使骸化」，從沈睡中蘇醒過來，打算前往解放伊弗利特，卻被尼弗海姆帝國殺死。失去了身體和力量的她轉生成肯緹亞娜。雖然仍然可化身為冰神，但軀體已不如以前巨大，只有人類的大小；化為冰神時會產生六個分身。
喜愛、信任人類，因而陪在露娜弗蕾亞的身邊，時常開解並指引露娜弗蕾亞，與露娜弗蕾亞有著超越人神隔閡的友誼，亦曾替露娜弗蕾亞在其死後把其心意傳達給諾特提斯。
召喚時，會先以肯緹亞娜的形象在諾特提斯身邊出現，然後化成六位冰神·濕婆，如舞蹈般捲起把周圍瞬間變成冰天雪地的極寒冷的風雪。
最後懷著對伊弗利特愛慕，以吻別親手了結已經被「使骸化」的伊弗利特。
水神·利維坦（Leviathan）
配音：Candi Milo（美國）；高乃麗（日本）
掌管「水」力量的神，外形是一條巨大的蛇形魚龍，身上有鰭，可在水中和空中隨意游動。在水都的祭壇中沉睡著。
六神之中脾氣最暴躁。視人類為低等、渺小的生物。被露娜弗蕾亞喚醒時破口大罵，甚至想致她於死地，使露娜弗蕾亞不得不用「神巫逆矛」逼使祂聽命。
因為根本不認同人類，所以在諾特提斯前往尋求衪的「啟示」時，利維坦是動真格想殺死諾特提斯。諾特提斯靠著露娜弗蕾亞的祈禱而覺醒的王之力打敗利維坦。
召喚時，會突然從地面飛出並引發巨型旋渦，把敵人捲起。
劍神·巴哈姆特（Bahamut）
配音：David Lodge（美國）；山本格（日本）
掌管「劍」力量的神，有別於歷代的巴哈姆特，外形是一個穿著龍型盔甲的人形劍士，背上的翼由多把巨劍組成。
一直藏身於水晶之中，是唯一除冰神之外會直接使用人類語言的神，負責守護王家和向「被遴選的王」傳達使命。
不能從戰鬥中召喚。遊戲中唯一呼應召喚出現的鏡頭是諾特提斯對炎神·伊弗利特的戰鬥時的強制劇情。
攻擊方式是在上空解放背上的劍，然後一口氣把所有劍插向地面的敵人。
炎神·伊弗利特（Ifrit）
配音：John Kassir（美國）；間宮康弘（日本）
掌管「火焰」力量的神，樣貌俊美，外形是個頭上長有大角和赤祼著上身的男子，有時會以火焰包住自身。除了是六神之一，亦是古代文明索爾海姆的王。
過去曾是對人類最友善的神，深信人類有著無限的可能性，並給人類賜予智慧之火，引導人類發展，更令本來討厭人類的冰神·濕婆被其所作所為打動，開始對人類改觀，其後雙方更墜入愛河。可是後來人類繁盛起來，建立了自己的文明，並驕傲自大得排斥六神。伊弗利特深感自己被人類背叛，認為人類是忘恩負義的生物，並變得痛恨人類，更決心要把人類消滅殆盡，結果演變成「魔大戰」。
由於自己的戀人濕婆堅持站在人類一方，因此兩者也反目成仇。瘋狂的炎神為了消滅所有人類，不惜與保護他們的其他六神開戰。結果伊弗利特雖然被六神們打敗，但其行為對人類與六神，以至星球都留下了很大的傷害。
然而在「魔大戰」中被消滅的伊弗利特，本應該陷入死亡，但卻被星之病所感染並「使骸化」，再度復活起來，而身心亦都受到了腐化，進一步墜入黑暗之中。
復活後的伊弗利特決定與使骸之王艾汀合作，共同使星球落入黑暗中，並讓使骸對人類趕盡殺絕。在路希斯王都決戰中代替艾汀出來對付諾特提斯等人，隨著劍神·巴哈姆特和冰神·濕婆先後加入戰鬥和協助諾克提斯，自己因而落敗下來。最後在冰神的吻別下被她親自了結性命，炎神亦自此長眠。
召喚時，伊弗利特会从手中释放地狱的火焰，攻擊方式是在上空中落下，将燃烧着火焰的大刀击向地面。

## 備註
1. ↑  Noctis、Lucis、Caelum在拉丁語中分別代表「夜晚」、「光」和「天堂」。
2. 1 2 3 4 5 6  年幼版本
3. ↑  Ignis、Scientia在拉丁語中分別代表「火」和「知識」。
4. ↑  Gladiolus、Amicitia在拉丁語中分別代表「劍蘭」和「友誼」。
5. ↑  Prompto、Argentum在拉丁語中分別代表「準備」和「白銀」。
6. ↑  Regis在拉丁語中代表「王」。
7. 1 2 3 4  英文版《王者之劍 最終幻想XV》配音
8. ↑  Cor、Leonis在拉丁語中分別代表「心」和「獅子」。
9. ↑  Aurum在拉丁語中分別代表「金色」。
10. ↑  Iris是希臘神話中彩虹的女神，Amicitia在拉丁語中分別代表「友誼」。
11. ↑  理由是再打下去也不會有加班費。
12. ↑  Glauca源自於希臘語Glaucus，代表「灰藍色」、「藍綠色」與「微弱的發光」。
13. ↑  Luna、Nox在拉丁語中分別代表「月亮」和「夜晚」，Freya是北歐神話中的女神，Fleuret是法語中分別代表「花剑」。
14. ↑  日文版《王者之剑 最终幻想XV》配音